# Dorfkirche Annenwalde

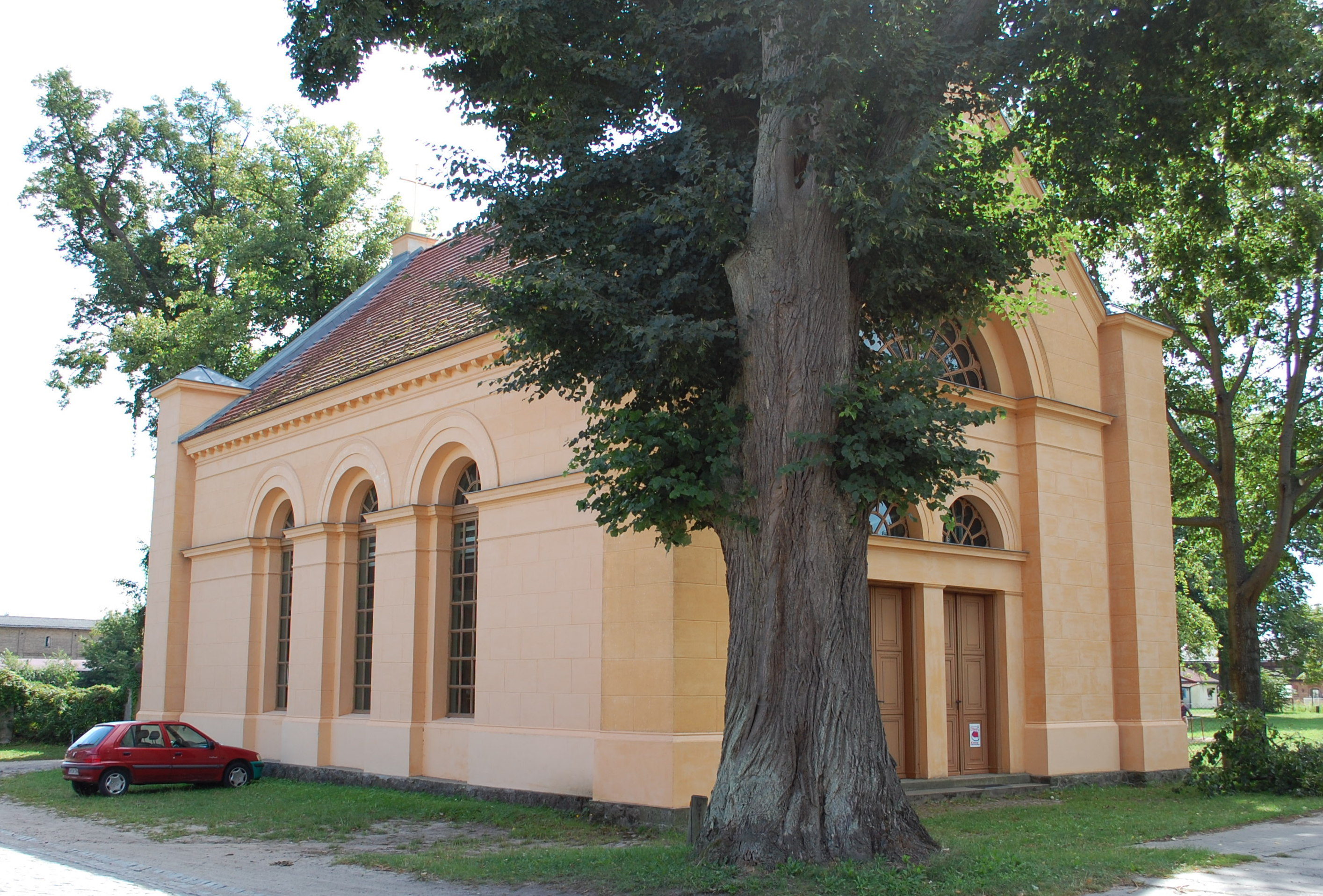
Dorfkirche Annenwalde

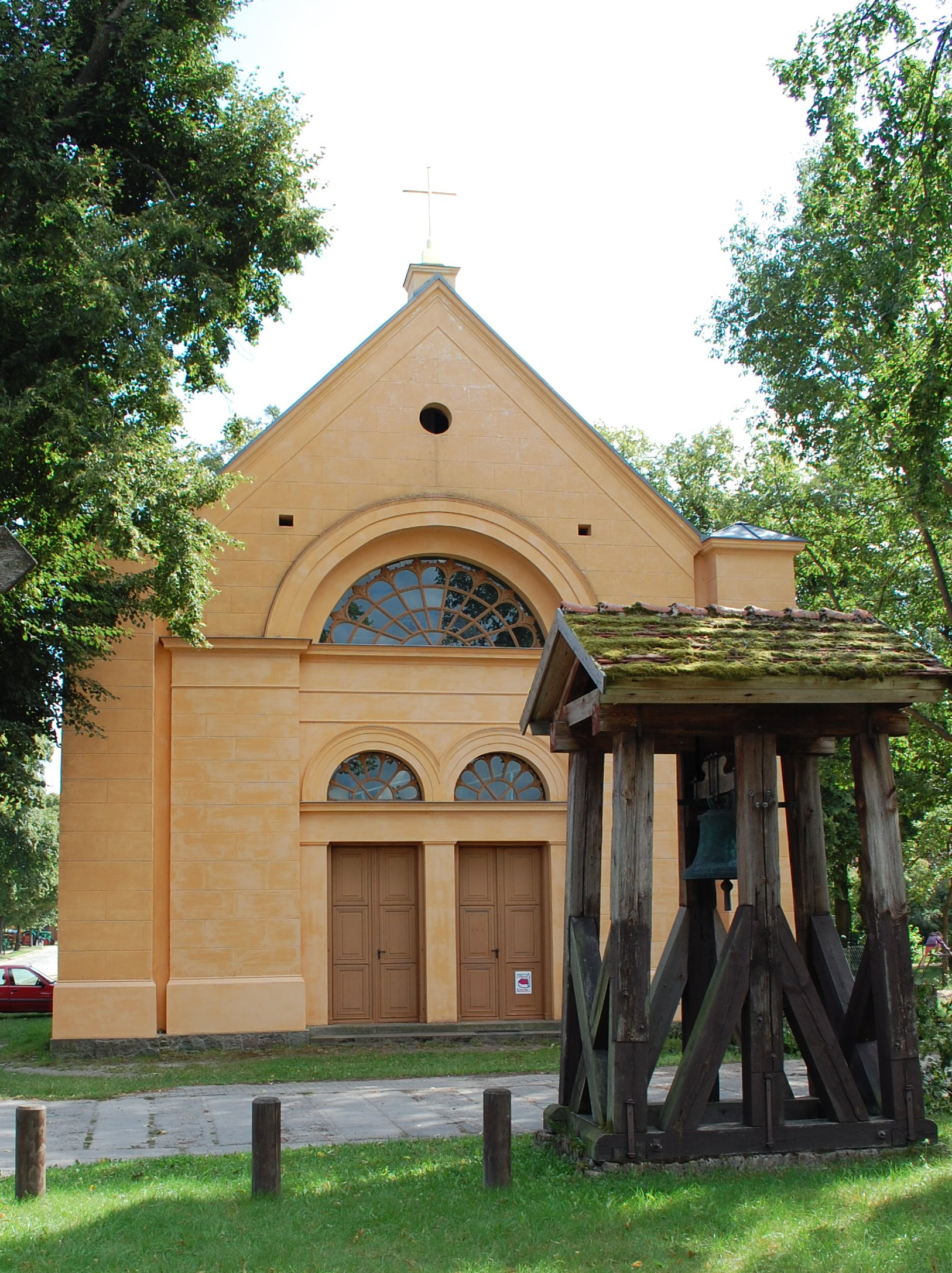
Kirchenportal

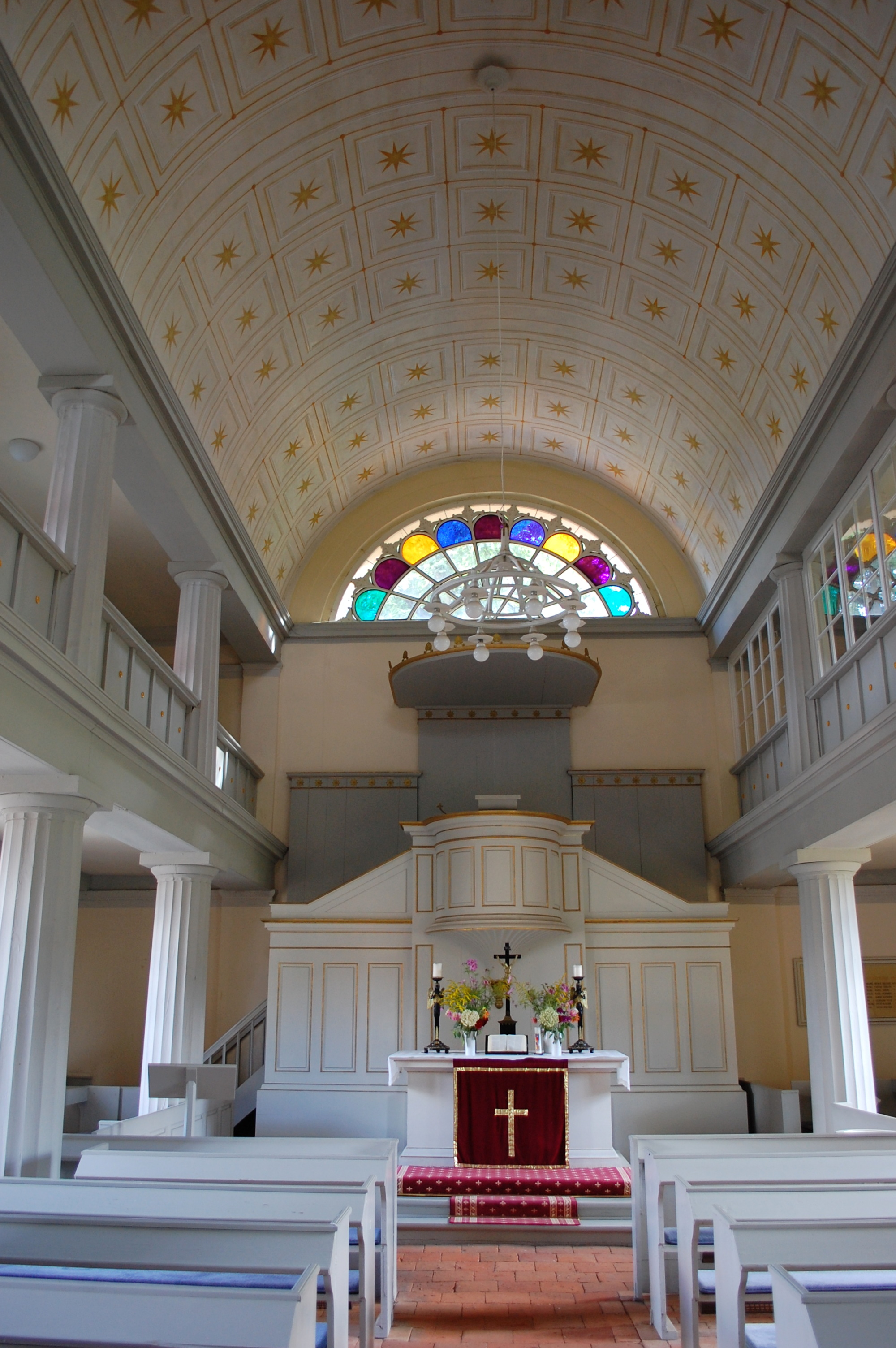
Innenraum

Die Dorfkirche Annenwalde ist die evangelische Kirche des zur Stadt Templin gehörenden Dorfes Annenwalde in Brandenburg.
Sie gehört zum Pfarrsprengel Lychen des Kirchenkreises Oberes Havelland der Evangelischen Kirche Berlin-Brandenburg-schlesische Oberlausitz.

## Architektur und Geschichte
Nachdem Gottesdienste im Ort zunächst in einem Raum des späteren Gutshauses abgehalten worden waren, erwies sich diese Lösung bei steigender Einwohnerzahl als unzureichend. Mit mehreren Bittbriefen zwecks Errichtung einer Kirche wandten sich die Einwohner Annenwaldes in der Zeit nach 1815 an den preußischen König Friedrich Wilhelm III. Am 5. April 1828 sagte der König den Bau einer Kirche nach dem Vorbild der von Karl Friedrich Schinkel entworfenen Kirche von Nakel zu. Er bewilligte die Kosten und übernahm das Kirchenpatronat.
Die Grundsteinlegung erfolgte am 28. April 1833. Es entstand eine aus Ziegelsteinen errichtete verputzte Saalkirche im Stil des Klassizismus. Die Bauarbeiten wurden durch Bauinspektor Zimmermann aus Zehdenick geführt. Der Bau erfolgte nach von Schinkel überarbeiteten Plänen H. Hermanns. Der im ursprünglichen Entwurf vorgesehene Turm wurde jedoch letztlich nicht ausgeführt. Die Gliederung erfolgt durch drei hohe Rundbogenfenster auf jeden Langseite. In den Giebeln befinden sich große Segmentbogenfenster. An den Ecken prägen Pfeiler das Erscheinungsbild der Kirche. Das Kirchenportal ist als Doppelportal ausgeführt und befindet sich auf der Westseite. Über den Türen sind Lünettenfenster eingefügt.

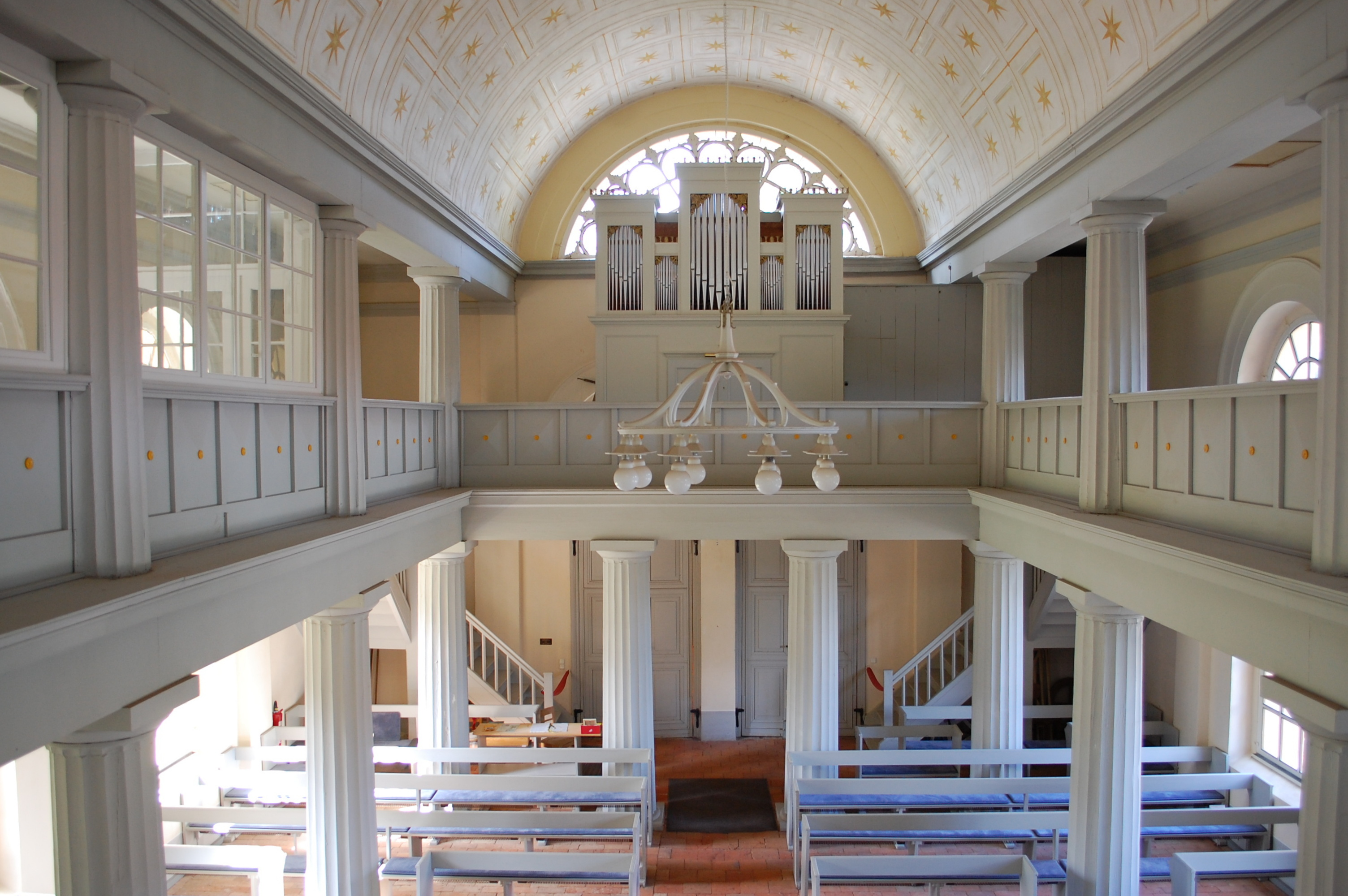
Blick von der Kanzel

Der Innenraum wird durch zwei Reihen hölzerner, dorischer, kannelierter Säulen in drei Schiffe gegliedert. In der Kirche befindet sich eine dreiseitige Empore. Hier befinden sich weitere dorische Holzsäulen, die die Decke tragen. Überspannt wird das mittlere Schiff durch eine hölzerne Tonne, die mit aufgemalten Kassetten verziert ist. Der Altarraum verfügt über einen quadratischen Grundriss. Die wie auch das Gestühl aus der Bauzeit stammende Kanzel steht hinter dem Altar, der gegenüber dem restlichen Kirchenschiff erhöht steht. Die Orgel wurde etwa 1835 vom Orgelbauer Gottlieb Heise gebaut. Die Schleifladenorgel verfügt über acht Register auf einem Manual und Pedal. 1917 wurde das Orgelwerk durch die Firma Kienscherf restauriert. Weitere Restaurierungen erfolgten 1955 durch die Firma Fahlberg und 2001 durch den Thomsdorfer Orgelbauer Tobias Schramm.
Westlich vor der Kirche entstand ein hölzerner Glockenstuhl. Die darin befindliche Glocke trägt die Inschrift Anno 1835 HAT EINE KÖNIGL. HOCHLÖBL. REGIERUNG ZU POTSDAM DIESE GLOCKE GIESSEN LASSEN VON E. L. W. THIELE IN BERLIN.
Am 3. August 1835 wurde die Kirche bei Anwesenheit des Superintendenten Bartsch und des Landrats von Winterfels eingeweiht.
Der Kirchenbau zeigte jedoch schnell Baumängel. Bereits 1837 stellten sich Schäden am Außenputz und Schwammbefall ein. 1849 waren auch die Dacheindeckung, die Dachlattung und das Gesims von Mängeln betroffen.
Eine gründliche Renovierung erfolgte anlässlich der 100-Jahr-Feier der Kirche. Am 21. Dezember 1935 wurde die renovierte Kirche mit einem Gottesdienst wieder eröffnet. 1961 waren erneut große Reparaturen an der Fassade und dem Kirchendach erforderlich. Der Bauzustand des Gebäudes verschlechterte sich jedoch bis in die 1980er Jahre erheblich.
Vor und nach der politischen Wende des Jahres 1989 fanden umfangreiche Arbeiten statt. Der vormalige deutsche Bundespräsident Richard von Weizsäcker spendete den ihm zuerkannten, mit 50.000 DM dotierten Sieghardt-von-Köckritz-Preis der Deutschen Stiftung Denkmalschutz für die Dorfkirche Annenwalde. Mit diesen Mitteln konnte die Sanierung fertiggestellt werden. Die Wiedereinweihung fand am 12. November 1995 statt.
Eine denkmalgerechte Hülleninstandsetzung erfolgte 2001–2002 anhand von restauratorischen Voruntersuchungen mit einer bauzeitlichen ockerfarbenen Farbfassungsrekonstruktion in Kalkanstrichtechnik. Restauratorische Untersuchungen, Bestands- und Zustandskartierungen, zeichnen sämtlicher Profilschnitte der Fassadengliederungselemente, Dokumentation und baubegleitende Betreuung durch den Restaurator Gottfried Grafe. Allerdings konnte durch den geringen Dachüberstand Wasser an der Fassade herunterlaufen, die 2015 genauer untersucht wurden. Bei Dacharbeiten kam es zu einem Unwetter und infolgedessen zu einem Wassereinbruch auf der Nordseite. Die Schäden vom 21. Juli 2015 schienen beseitigt, als 2018 ein Sachverständiger feststelle, dass Wasser auch in die Orgel eingedrungen war und diese in ihrem Innern beschädigt hatte. Schramm gelang es, die wichtigsten Reparaturen durchzuführen, so dass die Orgel Ende 2023 wieder funktionstüchtig war.